# Enfermedad de Kennedy
La enfermedad de Kennedy o atrofia muscular progresiva espinobulbar es una enfermedad rara del grupo de enfermedades de la motoneurona, provoca atrofia muscular por afectación de la motoneurona inferior. Se hereda ligada al cromosoma X por lo que los pacientes son siempre varones, suele dar los primeros síntomas alrededor de los 30 años y es lentamente progresiva. No debe confundirse con la parálisis bulbar progresiva, ni con la parálisis pseudobulbar.

## Frecuencia

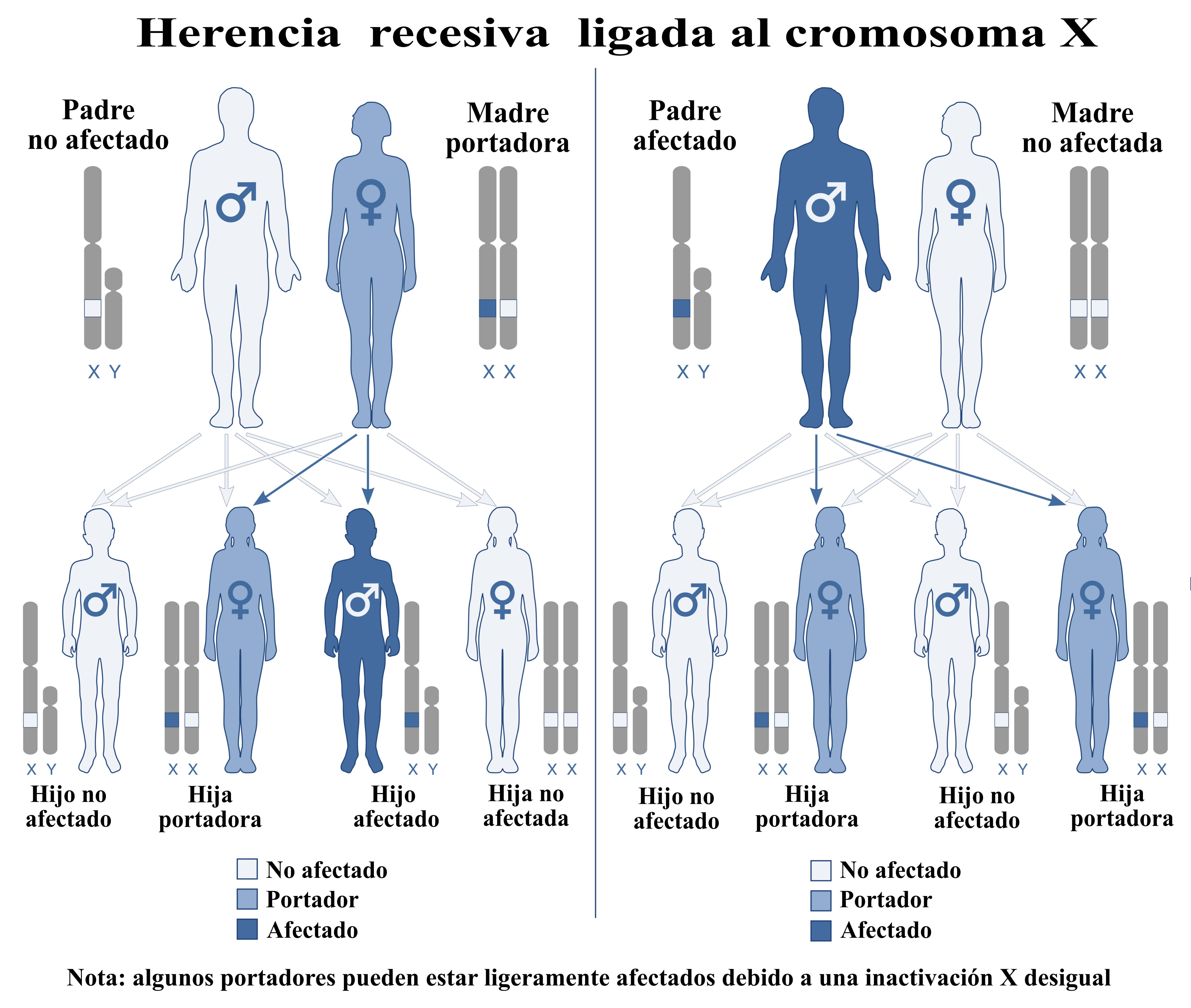

La prevalencia de la atrofia muscular espinal (BSMA) es de 1/30.000 nacimientos de varones. La incidencia es de 1/526.315 varones/año.

## Síntomas
Los primeros síntomas suelen consistir en temblor, calambres musculares, fasciculaciones, cansancio, intolerancia al ejercicio, perdida de fuerza en brazos y piernas y dificultad para hablar. Progresivamente aparecen otras manifestaciones, como atrofia de los músculos de las extremidades, dificultad para masticar y atrofia de la lengua. Finalmente algunos pacientes tienen incapacidad para respirar por debilidad de los músculos respiratorios y en ocasiones les resulta imposible masticar o tragar. Sin embargo, las capacidades intelectuales permanecen prácticamente intactas.

## Sinónimos
- Hipertrofia de las pantorrillas con atrofia muscular espinal benigna.
- Hipertrofia de las pantorrillas con atrofia muscular espinal.
- Atrofia muscular bulboespinal, ligada al cromosoma X.